# Norman Clowes
Norman Clowes, britanski general, * 1893, † 1980.